# Whenever You're Near Me
""Whenever you're Near Me"" è un brano degli Ace of Base.
Pubblicato nel Ottobre 1998 è la versione per il mercato statunitense di Life Is a Flower. Convinti infatti che in America gli argomenti del brano non venissero accettati e capiti, decisero di riscrivere il testo lasciando la stessa melodia.
Il brano venne pubblicato in concomitanza con l'uscita dell'album Flowers negli Stati Uniti che per l'occasione venne intitolato Cruel Summer.
Non ottenne lo stesso successo di Life is a flower. Raggiunse il 76º posto della Billboard Hot 100, il 51° in Canada
Si fermò al 12° della Hot Dance Singles Sales.